# Manuel Ortega
Manuel Ortega (født 8. april 1980) er en østrigsk sanger, som repræsenterede Østrig ved Eurovision Song Contest 2002 med sangen "Say a word". Manuel Ortegas mor er spansk, og han tog hendes efternavn som kunstnernavn.